# Consolidated PB2Y Coronado
Consolidated PB2Y Coronado – amerykańska patrolowa łódź latająca, zbudowana w 1937 roku w amerykańskiej wytwórni lotniczej Consolidated Aircraft Corporation.

## Historia
Pracę nad nową łodzią latającą o znacznie większej masie niż zaprojektowana wcześniej Consolidated PBY Catalina rozpoczęto w 1935 roku. Prototyp oznaczony jako XPB2Y-1 oblatano w grudniu 1937 roku, po kolejnych modyfikacjach, samolot oznaczony jako PB2Y-2 trafił w 1940 roku do US Navy. Do października 1943 roku wyprodukowano 216 egzemplarzy samolotu, z czego 210 sztuk stanowiła wersja PB2Y-3. Coronado służył na Atlantyku i Oceanie Spokojnym, obok US Navy użytkowała go również brytyjska RAF Coastal Command. Pierwotnie Brytyjczycy zamierzali używać samolotu w podobnej roli jak będące już na wyposażeniu maszyny typu Consolidated PBY Catalina i Short Sunderland, jednak niewielki zasięg samolotu w porównaniu z wymienionymi typami zmusił RAF do ograniczenia zadań patrolowych, ratowniczych i zwalczania okrętów podwodnych na korzyść zadań transportowych. W tej funkcji demontowano z samolotu jego uzbrojenie strzeleckie. Podobnie postępowała US Navy. Transportowe wersje PB2Y służyły pod dowództwem RAF Transport Command, będąc wykorzystywanymi głównie do lotów transatlantyckich. Na Pacyfiku transportowe Coronado służyły w Lotniczej Służbie Transportowej Marynarki (Naval Air Transport Service). Jedyny zachowany egzemplarz samolotu jest udostępniony zwiedzającym w National Museum of Naval Aviation w Pensacola na Florydzie.

## Konstrukcja
PB2Y Coronado była czterosilnikową łodzią latającą o metalowej konstrukcji, jedynie powierzchnie sterowe pokryte były płótnem. Usterzenie poziome miało niewielki wznios, dwa stateczniki pionowe umieszczone były na końcach statecznika poziomego. Napęd stanowiły cztery 14-cylindrowe silniki tłokowe.